# Comté de Sumner (Tennessee)
Pour les articles homonymes, voir Comté de Sumner.
Le comté de Sumner est un comté de l'État du Tennessee, aux États-Unis.